# Yulia Managarova
Yulia Anatolyevna Managarova (russo:  Юлия Анатольевна Манагарова; IPA: [ˈjʉlʲɪɪ̯ə mənɐˈɡarəvə]; Dnipro, 27 de setembro de 1988) é uma handebolista profissional russa, medalhista olímpica.

## Carreira
Managarova conquistou a medalha de prata com a equipe do Comitê Olímpico Russo nos Jogos Olímpicos de Verão de 2020 em Tóquio, após confronto contra a Seleção Francesa de Handebol Feminino na final.